# 聖戰約翰
聖戰約翰（英語：Jihadi John；阿拉伯语：‎，1988年8月17日—2015年11月12日），又稱聖戰士約翰（Mujahid John）、獄卒約翰（Jailer John）、恐怖約翰（John the Terror）、披頭士約翰（John the Beatle）、劊子手聖約翰或屠夫約翰（Saint John the Executioner），原名穆罕默德·埃姆瓦齊（Mohammed Emwazi，1988年8月17日—2015年11月12日），出生名穆罕默德·賈西姆·阿卜杜勒卡里姆·奧拉揚·達亞菲（阿拉伯语：‎；），生於科威特，擁有英國籍。曾負責以斬首方式，處決多名人質：亡於他手下的人質包括美國記者詹姆斯·佛利、史蒂芬·索特洛夫、英國人道工作者大衛·海恩斯、日本軍火商湯川遙菜及記者後藤健二等。他講話帶英國南部口音，每次出鏡均布巾幪頭，僅露出雙眼。

## 生平
埃姆瓦齊生於科威特，家中排行第二；他不是當地人，而是屬於沒有法定地位的伊拉克裔無國籍人士，在科威特不能求職、受教育，亦沒有醫療福利。
其父賈森·恩瓦濟（Jasem Emwazi）在他六歲時，攜全家於1993年移民英國倫敦謀生。2002年，其父賈森·恩瓦濟成為英國公民之後，與其家中多數成員搬回科威特生活。
據說埃姆瓦齊在中學時間曾捲入打鬥事件，情緒出現問題須接受治療，自此思想變得激進。他透過其長兄薩克爾接觸了恐怖主義思想，薩克爾其後成為聖戰組織索馬里青年黨的幹部，2012年死於美軍炸弹无人机。
埃姆瓦齊就讀於西敏大學，修讀資訊系統商業管理系，二級乙等榮譽畢業，曾任職電腦工程師。大學畢業後聲稱到坦桑尼亞旅行，但卻被指控試圖加入索馬里青年黨，遭坦桑尼亞驅逐出境。2010年，他又被英國反恐官員扣留，要留下指紋並且搜查他物品，2012年成功透過假文件出境，到敍利亞加入伊斯蘭國。
據報導，隨著當時的伊斯蘭國領袖阿布·貝克爾·巴格達迪（Abu Bakr al-Baghdadi）因為擔心伊斯蘭國過於殘暴的形象，減少了其他穆斯林國家支持，而要求「盡量不要拍攝恐怖影片」，導致埃姆瓦齊突然失去利用價值，加上傳出遭到英國情報單位鎖定，可「格殺勿論」，埃姆瓦齊為了保住性命，決定逃離「伊斯蘭國」避禍求生。
2015年11月12日，美國政府聲稱以無人機炸死「聖戰約翰」，並稱他已「人間蒸發」。緊隨其後，巴黎發生黑色星期五恐怖攻擊。
2016年1月，「伊斯蘭國」證實聖戰士約翰已經於2015年11月12日在拉卡被美軍無人機炸死。
2023年，在tiktok上被做成迷因，大多數形式為對比其小時候和成為伊斯蘭國成員後的差異。